# Grand Prix Cycliste de Québec 2018
9. edycja wyścigu kolarskiego Grand Prix Cycliste de Québec odbyła się 7 września 2018 roku i liczyła 201,6 km. Start i meta wyścigu znajdowały się w Québecu. Wyścig ten figurował w rankingu światowym UCI World Tour 2018.

## Uczestnicy
Na starcie wyścigu stanęło 21 ekip, osiemnaście drużyn jeżdżących w UCI World Tour 2018, dwa zespoły zaproszone przez organizatorów z tzw. "dziką kartą" oraz reprezentacja Kanady.
Lista drużyn uczestniczących w wyścigu:
| Numery  | Kod | Drużyna            |
| ------- | --- | ------------------ |
| 1-7     | BMC | BMC Racing Team    |
| 11-17   | UAD | UAE Team Emirates  |
| 21-27   | QST | Quick-Step Floors  |
| 31-37   | SKY | Team Sky           |
| 41-47   | BOH | Bora-Hansgrohe     |
| 52-57   | MTS | Mitchelton-Scott   |
| 61-67   | MOV | Movistar Team      |
| 71-77   | AST | Astana Pro Team    |
| 81-87   | TLJ | Team LottoNL-Jumbo |
| 91-97   | TBM | Bahrain-Merida     |
| 101-107 | SUN | Team Sunweb        |

| Numery  | Kod | Drużyna                   |
| ------- | --- | ------------------------- |
| 111-117 | ALM | Ag2r-La Mondiale          |
| 121-127 | TFS | Trek-Segafredo            |
| 131-137 | LTS | Lotto Soudal              |
| 141-147 | EFD | EF Education First–Drapac |
| 151-157 | GFC | Groupama–FDJ              |
| 161-167 | KAT | Team Katusha-Alpecin      |
| 171-177 | DDD | Dimension Data            |
| 181-187 | ICA | Israel Cycling Academy    |
| 191-197 | RLY | Rally Cycling             |
| 201-207 | CAN | Reprezentacja Kanady      |

## Wyniki wyścigu
| Miejsce | Zawodnik          | Państwo   | Drużyna              | Czas       |
| ------- | ----------------- | --------- | -------------------- | ---------- |
| 1.      | Michael Matthews  | Australia | Mitchelton-Scott     | 5h 04' 17" |
| 2.      | Greg van Avermaet | Belgia    | BMC Racing Team      | + 0"       |
| 3.      | Jasper Stuyven    | Belgia    | Trek-Segafredo       | + 0"       |
| 4.      | Timo Roosen       | Holandia  | Team LottoNL-Jumbo   | + 0"       |
| 5.      | Patrick Konrad    | Austria   | Bora-Hansgrohe       | + 0"       |
| 6.      | Zdeněk Štybar     | Czechy    | Quick-Step Floors    | + 0"       |
| 7.      | Arthur Vichot     | Francja   | Groupama–FDJ         | + 0"       |
| 8.      | Nathan Haas       | Australia | Team Katusha-Alpecin | + 0"       |
| 9.      | Michael Valgren   | Dania     | Astana Pro Team      | + 0"       |
| 10.     | Anthony Roux      | Francja   | Groupama–FDJ         | + 0"       |
|         |                   |           |                      |            |
| 68.     | Paweł Poljański   | Polska    | Bora-Hansgrohe       | + 1' 19"   |
| 99.     | Michał Gołaś      | Polska    | Team Sky             | + 3' 30"   |